# Carcasse
Une carcasse est l'ossature d'un animal une fois mort et dépouillé de ses chairs (par exemple une carcasse de baleine).
Une carcasse est, dans l'élevage et la boucherie, le corps de l'animal écorché, éviscéré et dont la viande est prête à être découpée pour la consommation au détail. Pour le commerce, la carcasse est notée par une grille de classement communautaire définissant cinq classes de conformation E.U.R.O.P, voire 6 (S.E.U.R.O.P, la classe supérieure S étant ajoutée en 1991 chez les gros bovins pour différencier les animaux de type culard).
Par analogie, dans le domaine de l'artisanat, de l'industrie ou du bâtiment, une carcasse est l'armature, l'ossature, la structure ou des éléments de châssis ou de bâti en général d'une réalisation, souvent seulement visible avant l'achèvement de celle-ci, ou au contraire, de nouveau après suppression des éléments qui la complétait (par exemple : des éléments de remplissage, des panneaux, etc.).
En termes de menuiserie, la carcasse est le bâti d'une feuille de parquet garni de toutes ses traverses, où il ne manque que les panneaux de remplissage.
En mécanique automobile ou dans le domaine de l'environnement, on utilise aussi le terme de « carcasse » pour un véhicule gravement accidenté ou une épave, c'est-à-dire un véhicule qui n'est plus apte à la circulation en raison de son état — abandonnée dans la nature, ou en attente de recyclage dans une casse ou chez un ferrailleur —, notamment lorsque ne subsiste que la carrosserie, sans certains éléments comme les roues et/ou le moteur.
En construction navale, la carcasse est la charpente d'un navire.
Concernant un pneu, il s'agit de la partie interne du pneu (en tissu ou fibre tissées) accueillant la chape (partie externe du pneu) et les tringles (qui permettent la fixation du pneu sur la jante).

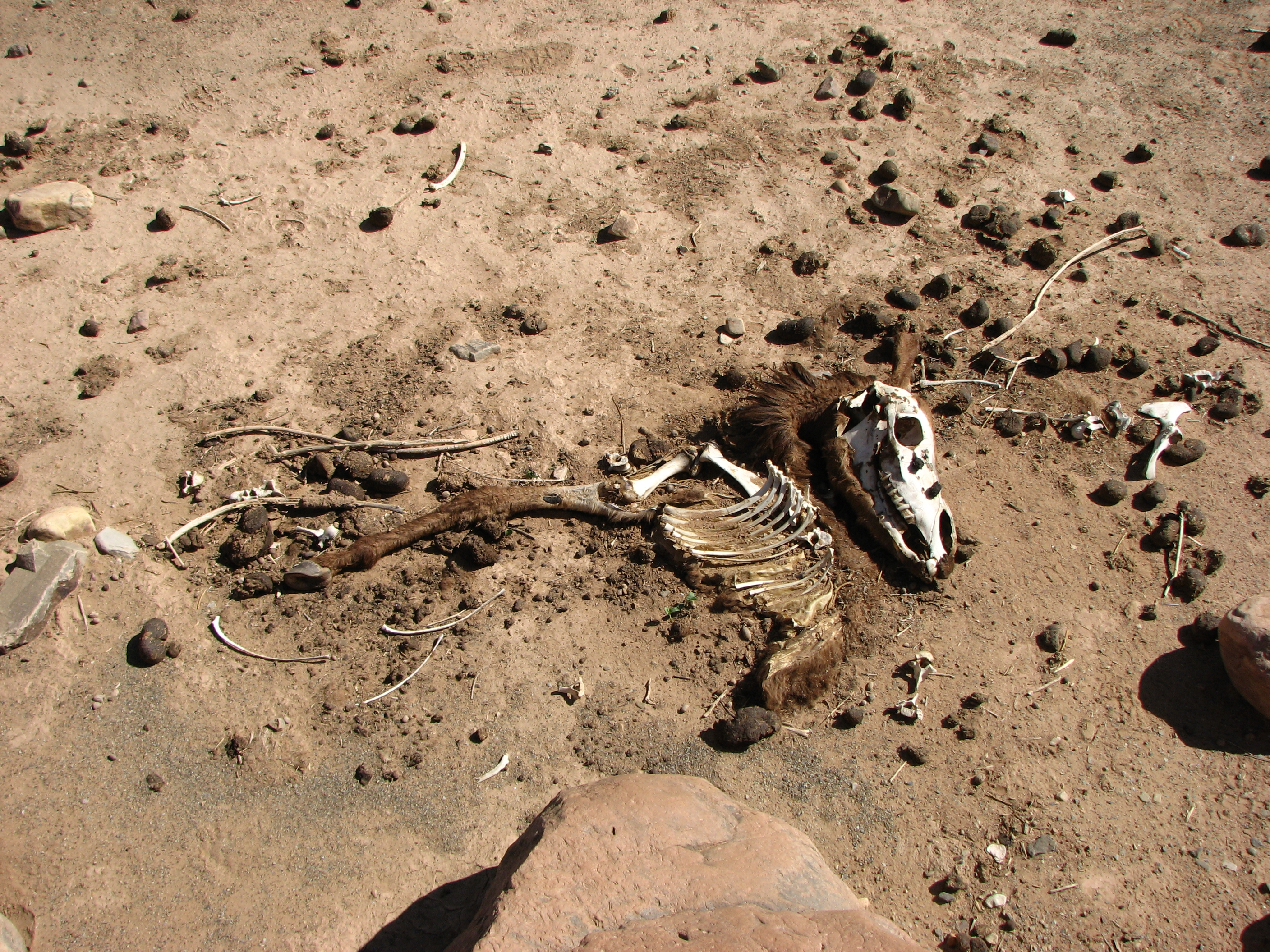
Une carcasse d'âne, dans le Sahara occidental.
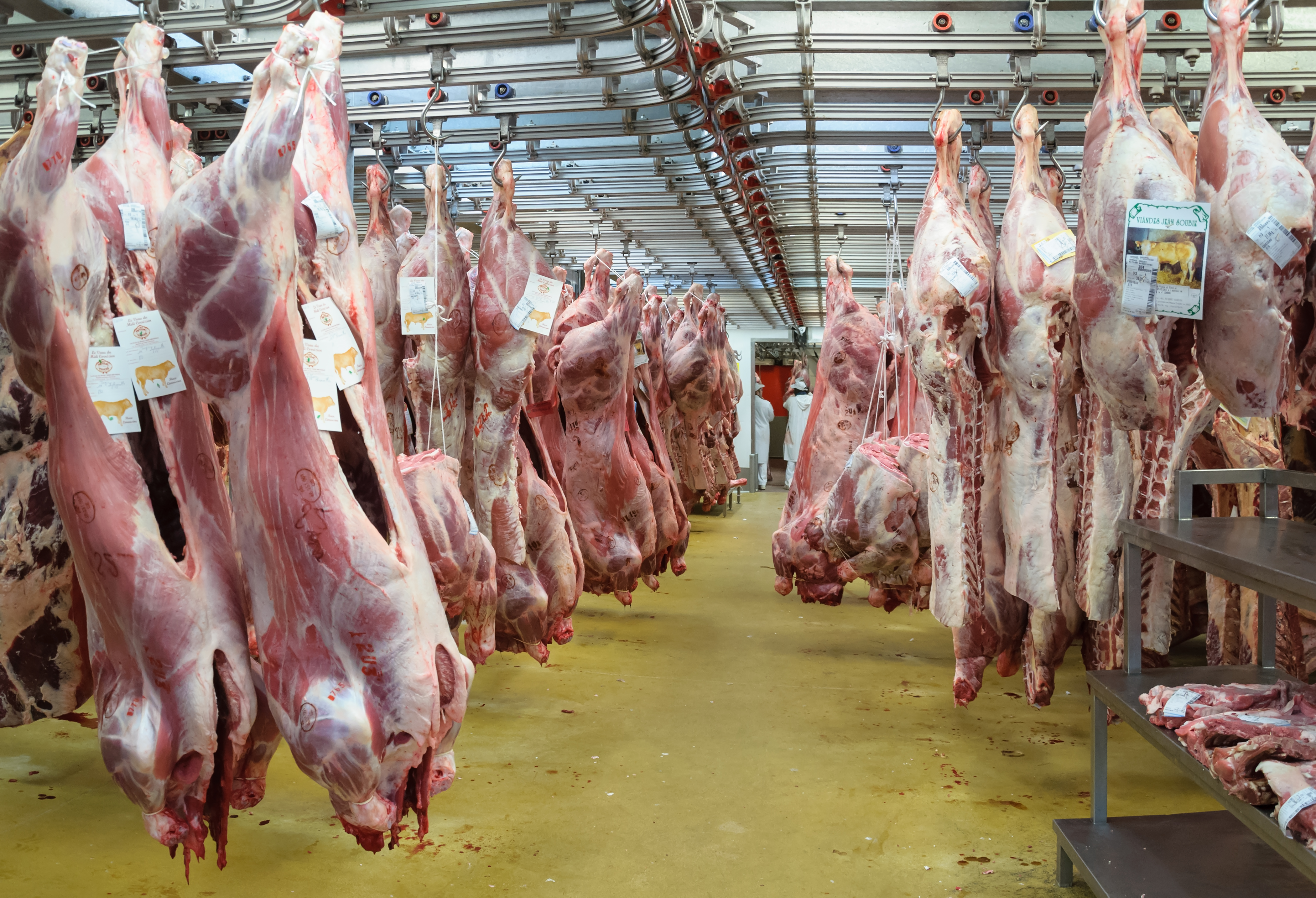
Des carcasses de veaux, au marché d'intérêt national de Rungis.
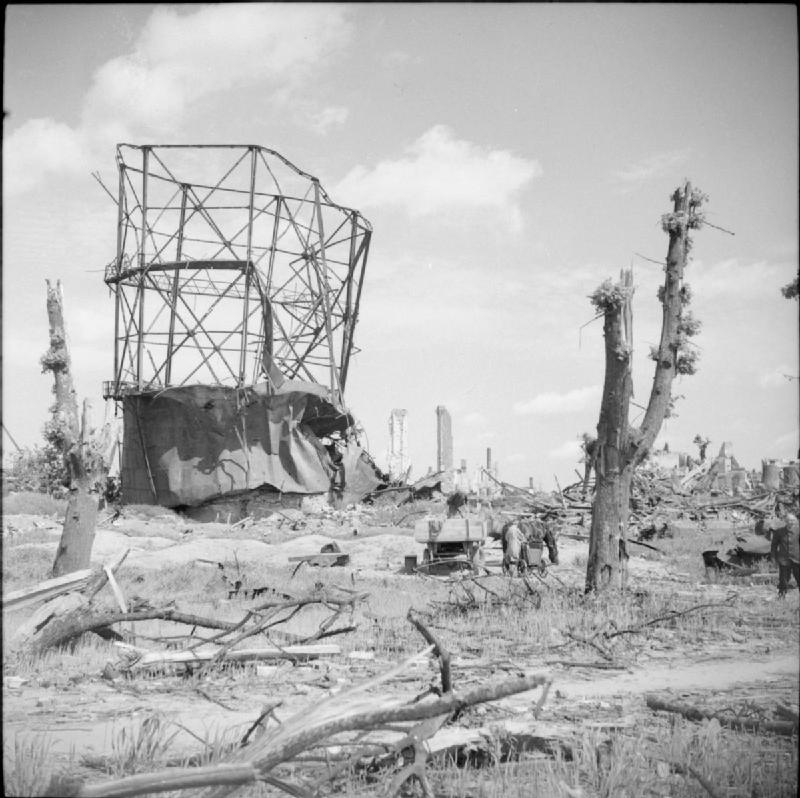
À la fin de la Seconde Guerre mondiale, en Allemagne occupée par les alliés, un gazomètre détruit par les bombardements et dont il ne reste que la carcasse.
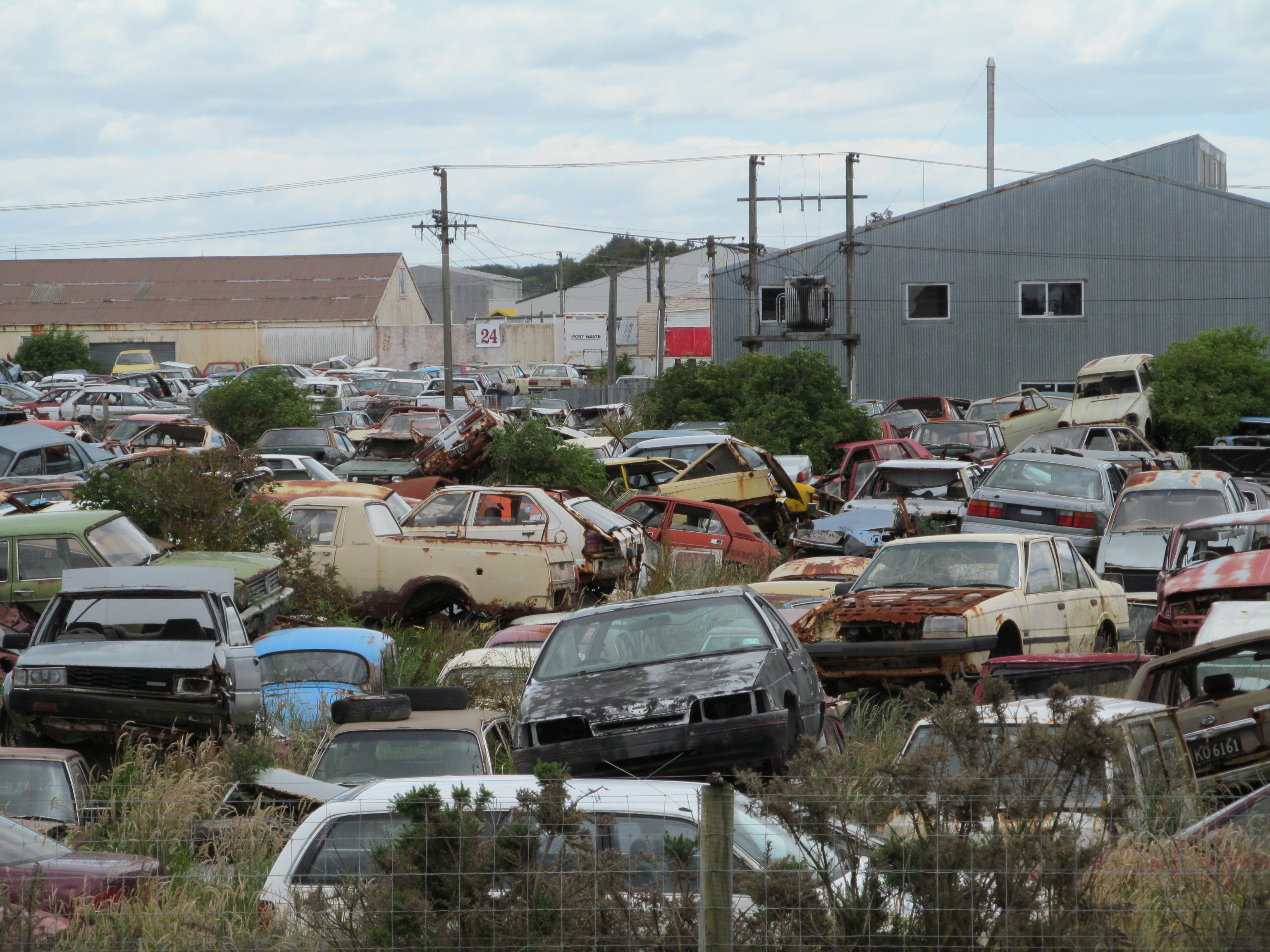
Carcasses de véhicules hors d'usage, dans une casse automobile à Invercargill, en Nouvelle-Zélande.
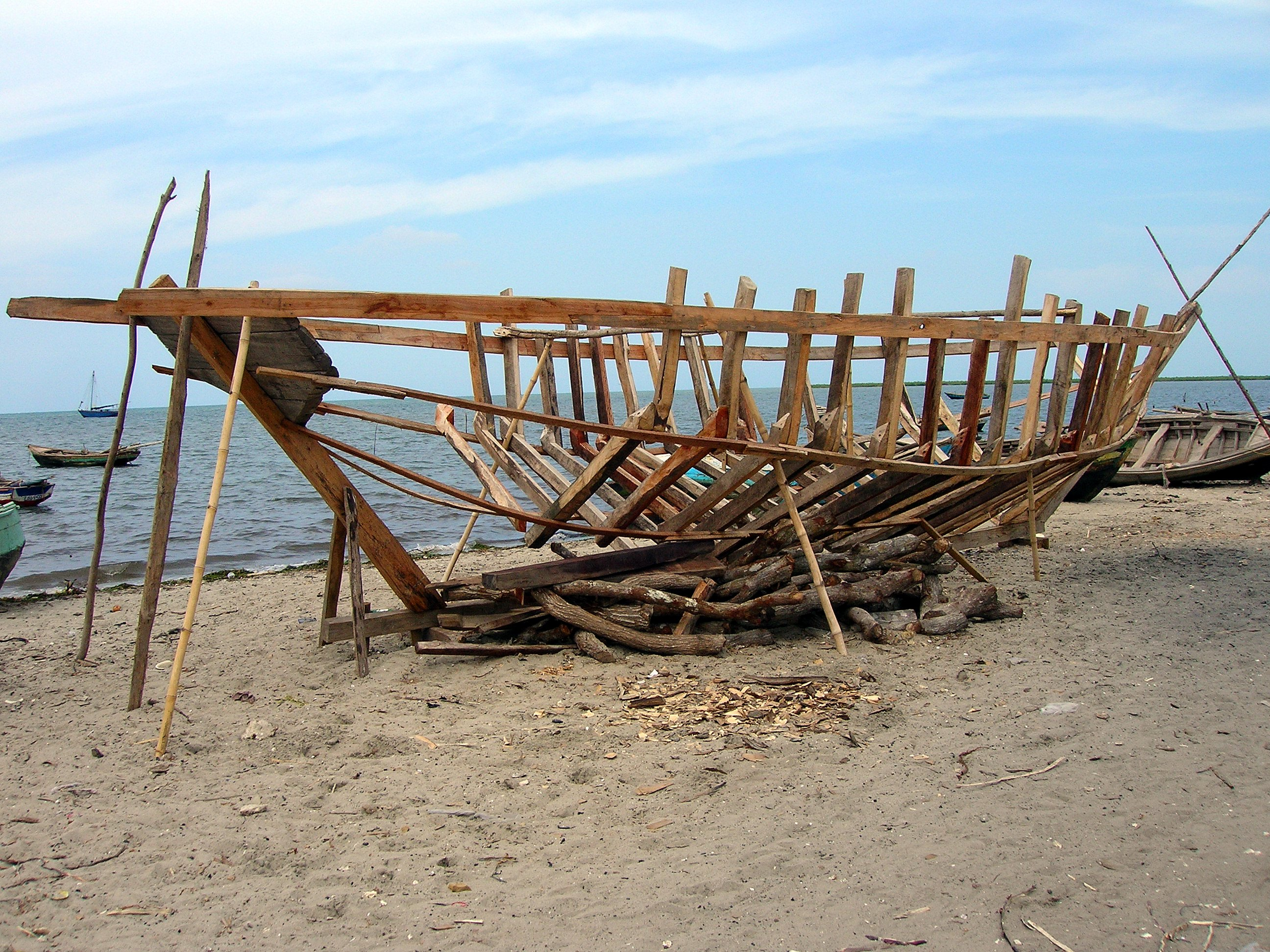
Un voilier de pêche en cours de construction à Cap-Haïtien (Haïti) dont il n'existe encore que la majeure partie de la carcasse.